# ブラックライト (映画)
『ブラックライト』（Blacklight）は、2022年のアメリカ合衆国のアクションスリラー映画。脚本はニック・メイ、監督はMark Williams、主演はリーアム・ニーソン。
オープン・ロード・フィルムズとBriarcliff Entertainmentにより、2022年2月11日に米国で公開された。

## ストーリー
FBI長官直々に雇われている通称“フィクサー”ことトラヴィスは危機が迫った潜入捜査官を救い出すという任務に就いていた。ある日救出した潜入捜査官ダスティから、FBIが一般人の殺害に関与していると聞き驚くが、ダスティはその事実を記者のミラにリークしようとしたが殺される。

## キャスト
※括弧内は日本語吹替
- トラヴィス・ブロック - リーアム・ニーソン[5][6]（谷昌樹）
- ガブリエル・ロビンソン - エイダン・クイン（早川毅）
- ミラ・ジョーンズ - エミー・レイヴァー・ランプマン（水瀬郁）
- ダスティ・クレイン - テイラー・ジョン・スミス（丹羽正人）
- アマンダ・ブロック - クレア・ヴァン・ダー・ブーム（篠田有香）
- ドリュー・ホーソーン - ティム・ドラックス（英語版）
- ソフィア・フロレス - メル・ジャーンソン
- ヘレン・デビッドソン - ヤエル・ストーン

## 製作
本作の主要撮影は、2020年11月にオーストラリアのメルボルンで開始された  。2021年1月には、カーチェイスシーンがキャンベラで撮影されることが発表された 。

## 公開
『ブラックライト』は、オープン・ロード・フィルムズ社とBriarcliff Entertainment社により、2022年2月11日に米国で公開。